# Guatteria longestipitata
Guatteria longestipitata este o specie de plante angiosperme din genul Guatteria, familia Annonaceae, descrisă de Robert Elias Fries. Conform Catalogue of Life specia Guatteria longestipitata nu are subspecii cunoscute.